# Musculus multifidus thoracis

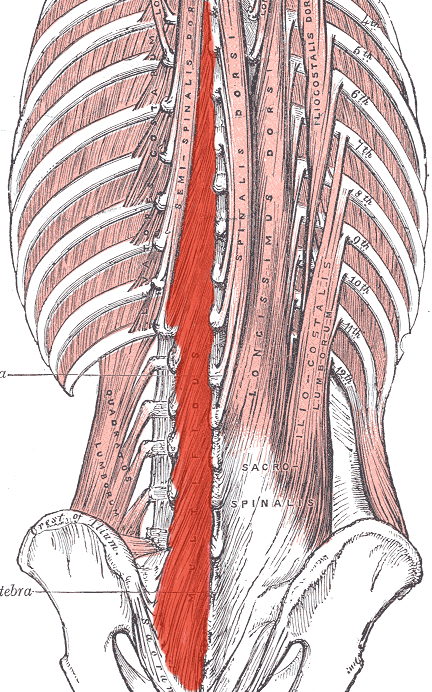
A hát mély izmai (a vörössel jelölt izom középső, felső része a multifidus thoracis)

A musculus multifidus thoracis egy izom az ember hátcsigolyáinál.

## Eredés, tapadás, elhelyezkedés
A hátcsigolyák processus transversus vertebrae-ről erednek. A csigolya processus spinosus vertebrae-én tapadnak.

## Funkció
Stabilizálja a gerincet, forgat.

## Beidegzés
A ramus posterior nervi spinalis idegzi be.

## Külső hivatkozások
- Kép, leírás
- Leírás (alulról az ötödik)